# Actinobacteria
Gli attinomiceti (Actinobacteria Stackebrandt, Rainey & Ward-Rainey, 1997) sono un raggruppamento di batteri Gram positivi. Sono filamentosi e hanno una crescita di tipo miceliare.

## Descrizione
Il loro ciclo vitale si compone di 2 parti:
- Crescita di tipo miceliare, con il micelio infisso nel terreno. Questi tipi di attinomiceti non producono spore.
- Riproduzione con la formazione di spore. Si verifica quando iniziano a mancare i nutrienti. Esistono alcuni tipi di attinomiceti che possiedono un micelio aereo e producono delle spore unicellulari chiamate Conidi che si trovano alle estremità delle ife. Questi conidi possono essere singoli o raggruppati in catenelle.

In genere gli attinomiceti sono infissi nel terreno e, per tanto, non possiedono motilità. Alcuni tipi possono avere flagelli e muoversi.
La parete cellulare è molto diversa a seconda dei tipi di attinomiceti. Oggi se ne conoscono circa 60 tipi diversi in base alla costituzione diversa della mureina della parete cellulare batterica.
Hanno la capacità di attaccare composti organici di bassa biodegradabilità, come idrocarburi, lignina, humus e diversi fitofarmaci. 
Gli Attinomiceti filamentosi sono in grado di sprigionare nel terreno un composto chiamato geosmina, una sostanza dall'odore molto caratteristico e responsabile, assieme ad altri elementi del tipico odore della pioggia su un terreno asciutto, chiamato petricore.

## Tassonomia
Le sottoclassi di questo gruppo sono:
- Acidimicrobidae
- Actinobacteridae
- Coriobacteridae
- Rubrobacteridae
- Sphaerobacteridae

Generi rappresentativi del phylum sono:
- Actinomyces
- Arthrobacter
- Bifidobacterium
- Corynebacterium
- Frankia
- Micrococcus
- Micromonospora
- Mycobacterium
- Nocardia
- Propionibacterium
- Streptomyces